# Voetbalkampioenschap van Zuid-Hannover-Braunschweig 1930/31
In 1930/31 werd het achtste voetbalkampioenschap van Zuid-Hannover-Braunschweig gespeeld, dat georganiseerd werd door de Noord-Duitse voetbalbond. 
De top vier kwalificeerde zich voor de Noord-Duitse eindronde. Hildesheim werd door Hamburger SV uitgeschakeld, Eintracht Braunschweig door Union Altona en Leu Braunschweig door Holstein Kiel. Enkel Arminia plaatste zich voor de tweede ronde en zelfs de finalegroep waarin ze derde werden. 

## Oberliga
| Plaats | Club                      | Wed. | W  | G | V  | Saldo | Ptn   |
| ------ | ------------------------- | ---- | -- | - | -- | ----- | ----- |
| 1.     | SV Arminia Hannover       | 16   | 14 | 1 | 1  | 79:26 | 29:3  |
| 2.     | SV Eintracht Braunschweig | 16   | 11 | 2 | 3  | 53:28 | 24:8  |
| 3.     | RSV 1906 Hildesheim       | 16   | 9  | 1 | 6  | 47:48 | 19:13 |
| 4.     | SC Leu 1906 Braunschweig  | 16   | 7  | 2 | 7  | 41:41 | 16:16 |
| 5.     | Hannoverscher SV 96       | 16   | 6  | 1 | 9  | 38:45 | 13:19 |
| 6.     | VfB 04 Braunschweig       | 16   | 5  | 2 | 9  | 35:47 | 12:20 |
| 7.     | Hannoversche SpVgg 1897   | 16   | 5  | 1 | 10 | 34:50 | 11:21 |
| 8.     | VfB 1904 Peine            | 16   | 5  | 1 | 10 | 21:46 | 11:21 |
| 9.     | BV Werder 1910 Hannover   | 16   | 4  | 1 | 11 | 37:54 | 9:23  |

|  | Kampioen, geplaatst voor Noord-Duitse eindronde |
|  | Geplaatst voor Noord-Duitse eindronde           |
|  | Degradatie                                      |